# Pato rengo
Un pato rengo o pato cojo (del inglés, lame duck) es la denominación que se le da a alguien en un cargo electivo a quien se aproxima la fecha en que debe dejarlo, especialmente alguien para quien ya se ha elegido su sucesor. En sentido literal, la expresión hace referencia a un pato que no es capaz de seguir el ritmo de la bandada, y que por lo tanto se convierte en blanco de depredadores.

## Descripción
Esta condición puede deberse a:
- haber perdido una propuesta para ser reelecto
- decidir no presentarse a elecciones para otro período al finalizar el actual
- un límite legal que le prohíbe al funcionario presentarse para ser elegido nuevamente para su cargo
- la eliminación de la institución o cargo que ejercía, donde sin embargo el funcionario debe continuar hasta el tiempo final acordado o la duración de su mandato.[3]

Los gobernantes pato rengo tienden a ver disminuido su poder político, ya que otros gobernantes que han sido elegidos se sienten menos propensos a cooperar con ellos.
Sin embargo, los patos rengos se encuentran en la posición peculiar de que no deben enfrentar las consecuencias de sus acciones en una elección subsecuente, por lo que poseen una mayor libertad para tomar decisiones o designaciones impopulares. Ejemplos incluyen la aprobación de regulaciones de último minuto aprobadas por agencias ejecutivas de administraciones presidenciales salientes en Estados Unidos y Órdenes Ejecutivas firmadas por presidentes de Estados Unidos salientes.  Tales acciones se remontan al Acta Judicial de 1801 (el "Acta de los Jueces de Medianoche"), en la cual el presidente federalista John Adams y el 6.º Congreso saliente modificaron el Acta Judicial para aumentar el número de cargos de jueces federales que podía designar Adams y confirmar el Senado antes que Thomas Jefferson del partido democrático-republicano fuera designado presidente y la mayoría demócrata-republicana asumiera en el 7.º Congreso. En tiempos recientes, el presidente de Estados Unidos Bill Clinton fue sumamente criticado por firmar 140 perdones y otros actos de clemencia ejecutiva en su último día en el cargo, incluidos los de dos antiguos colegas y aportantes económicos, miembros del partido demócrata y el de Roger Clinton, Jr. su medio hermano.

## Ejemplos

### Estados Unidos

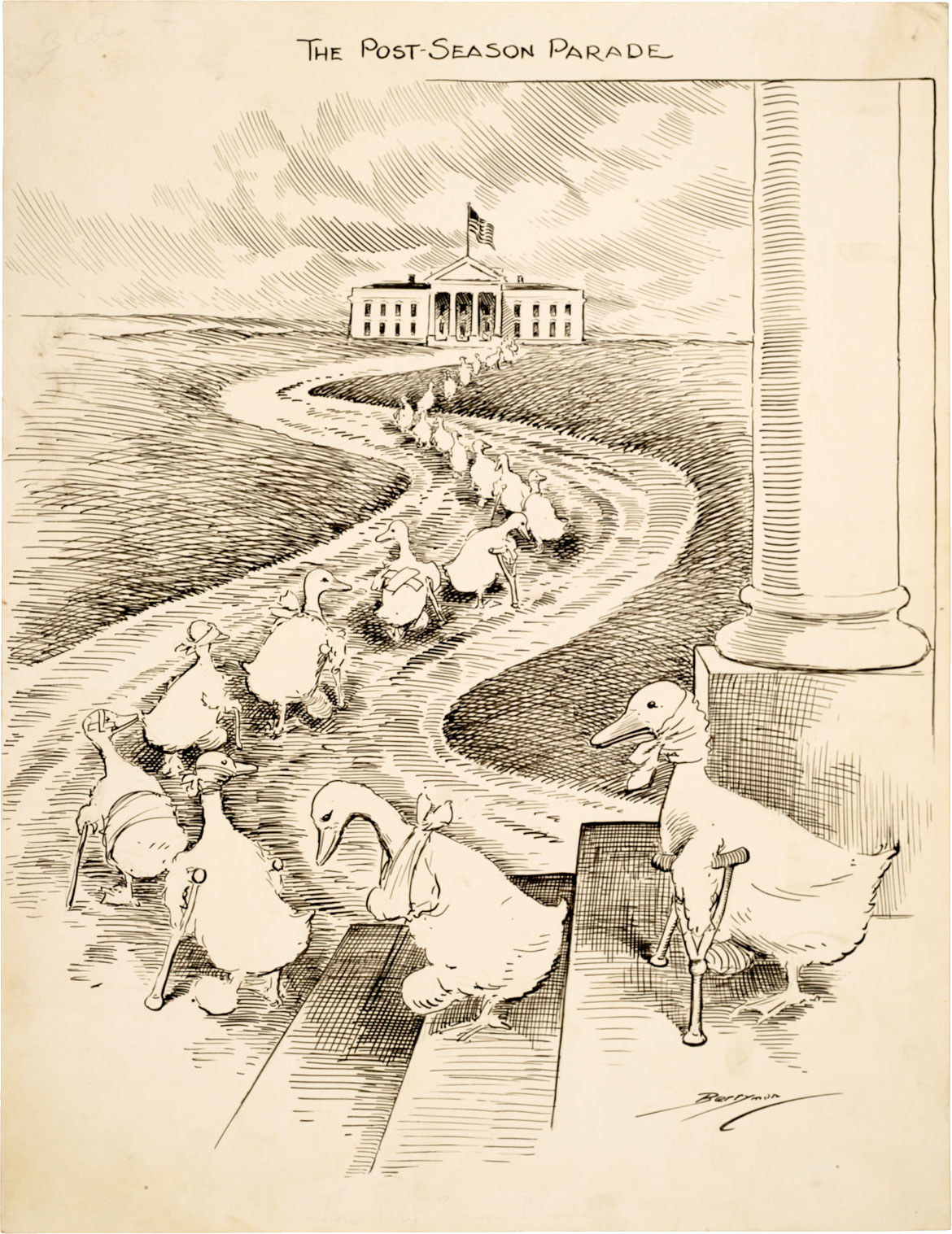
Los patos rengos representados en esta caricatura de Clifford K. Berryman son los demócratas derrotados dirigiéndose hacia la Casa Blanca esperando asegurarse designaciones en cargos políticos por parte del presidente Woodrow Wilson.

En la política de Estados Unidos, el período entre elecciones presidenciales y de representantes en noviembre y la fecha en que los funcionarios electos asumen a comienzos del año siguiente es por lo general denominado el "período de pato rengo". En lo que respecta a la presidencia, un presidente es un pato rengo luego de que ha sido elegido su sucesor, y durante dicho lapso el presidente saliente y el presidente electo por lo general se dedican a implementar la transición del poder.
Hasta 1933, las asunciones se realizaban el 4 de marzo. El Congreso por lo general tenía dos sesiones, la segunda de las cuales por lo general se prolongaba desde diciembre hasta la designación del Congreso entrante en marzo. Esta sesión por lo general era denominada la "sesión pato rengo". La crítica a este proceso condujo a la aprobación de la Vigésima Enmienda en 1933, que modificó el comienzo del establecimiento del nuevo Congreso al 3 de enero y la puesta en funciones del presidente para el 20 de enero, reduciendo el período de pato rengo.
Un presidente que ha sido elegido para un segundo mandato a veces es considerado un pato rengo desde comienzos del segundo mandato, ya que a los presidentes les está prohibido presentarse a una segunda reelección al cabo de cuatro años, y por lo tanto se encuentra en mayor libertad para tomar acciones políticamente poco populares. Sin embargo, como líder de facto de su partido político, las acciones del presidente afectan el desempeño del partido en las elecciones que tienen lugar al cabo de dos años en el segundo mandato, y en alguna medida, el éxito del candidato de partido en la nueva elección presidencial al cabo de cuatro años.
Tal vez el período de pato rengo más desastroso de la historia de Estados Unidos fue la transición en 1860-1861 del gobierno de James Buchanan al de Abraham Lincoln. Buchanan opinaba que los estados no tenían el derecho a secesión, pero que también era ilegal que el gobierno Federal fuera a la guerra para detenerlos. Entre el 6 de noviembre de 1860 y el 4 de marzo de 1861, siete estados se secesionaron comenzando el conflicto entre las fuerzas secesionistas y federales, y la Guerra Civil entre los estados del norte y los del sur.

### Nueva Zelanda
En 1984, se produjo una crisis constitucional cuando el primer ministro "pato cojo" saliente Robert Muldoon se negó a cumplir los deseos del nuevo gobierno que debía hacerse cargo del gobierno liderado por David Lange. Esta fue la única vez en Nueva Zelanda en que un Primer ministro "pato rengo" se opuso a seguir los deseos del gobierno que lo reemplazaría.

### Vaticano
El 11 de febrero de 2013, cuando el papa Benedicto XVI anunció que iba a renunciar al cabo de 17 días, fue llamado un papa pato rengo por algunos medios de comunicación. También, a causa de la prolongada y debilitante enfermedad del papa Juan Pablo II, algunos periodistas (como por ejemplo Jeff Israely de TIME) describió los años finales de su pontificado como un papado pato rengo.

### España
En España, tras la celebración de elecciones o dimisión/fallecimiento/pérdida de confianza del presidente, el Gobierno entra en funciones. Por tanto, sus poderes son jurídicamente muy limitados, por lo que la figura del pato cojo no es muy común. Aun así, en casos en los que el presidente ha anunciado su intención de no presentarse a la reelección y su partido ya tiene sustituto, como en 2004 con Aznar y 2011 con Zapatero. En estos casos, la autoridad del presidente sobre su partido se suele ver mermada.